# Alxa
Alxa (chiń. 阿拉善盟, pinyin: Ālāshàn Méng, mong. Alaša ayimaγ) – związek w Chinach, w regionie autonomicznym Mongolia Wewnętrzna. Siedzibą związku jest lewa chorągiew Alxa. W 1999 roku związek liczył 174 252 mieszkańców.

## Podział administracyjny
Związek Alxa podzielony jest na:
- 3 chorągwie: lewa chorągiew Alxa, prawa chorągiew Alxa, chorągiew Ejin.